# 3022 Dobermann
3022 Dobermann este un asteroid din centura principală, descoperit pe 16 septembrie 1980 de Zdeňka Vávrová.